# 1913 a filmművészetben

## Események
- január 13. – X. Piusz pápa betiltja a templomokban tartott filmvetítéseket.
- The Squaw Man címmel elkészül az első hollywoodi játékfilm.
- Elkészül az első Charlie Chaplin-film.
- D. W. Griffith befejezi Biograph Shorts sorozatát, amit 1909-ben kezdett el, és otthagyja az American Mutoscope and Biograph Company-t New Yorkban, hogy elkészítse saját nagyjátékfilmjeit.
- Sidney Olcott megrendezi a From the Manger to the Cross című filmjét.

## Sikerfilmek
- Traffic in Souls – rendező George Loane Tucker

## Filmbemutatók
- Bangville Police – rendező Henry Lehrman
- Der Student von Prag – rendező Stellan Rye és Paul Wegener
- Fantômas – À l'ombre de la guillotine – rendező Louis Feuillade
- Gli Ultimi giorni di Pompeii – rendező Mario Caserini és Eleuterio Rodolfi
- Ingeborg Holm – rendező Victor Sjöström
- Juve contre Fantômas – rendező Louis Feuillade
- Le Mort qui tue – rendező Louis Feuillade
- A nyomorultak (Les Miserables) – rendező Albert Capellani
- Nursery Favorites – rendező Allen Ramsey
- The Battle at Elderbush Gulch – rendező D. W. Griffith
- The Sea Wolf, Jack London regénye alapján – rendező Hobart Bosworth
- The Squaw Man – rendező Oscar Apfel és Cecil B. DeMille (nem szerepelnek a stáblistán)
- Traffic in Souls – rendező George Loane Tucker
- Der andere (A másik) – rendező Max Mack

## Magyar filmek
- A csikós – rendező Góth Sándor
- A dollárkirálynő lánya – rendező Janovics Jenő
- Ali rózsáskertje – rendező Damó Oszkár
- Az apacsnő szerelme – rendező báró Bornemissza Elemérné
- Göre Gábor Bíró úr kalandjai Budapesten – rendező Damó Oszkár
- Házasodik az uram – rendező Kertész Mihály
- A marhakereskedő – rendező Góth Sándor
- Mozikirály – Szirmai Albert operettje
- Márta – rendező ifj. Uher Ödön
- A papagáj – rendező Góth Sándor
- Rablélek – rendező Kertész Mihály
- Sárga csikó – rendező Félix Vanyl
- A végzetes nyakék – rendező ifj. Uher Ödön

## Rövidfilm-sorozatok
- Harold Lloyd (1913–1921)

## Születések
- január 2. – Anna Lee, színésznő († 2004)
- január 6. – Loretta Young, színésznő († 2000)
- január 15. – Lloyd Bridges, színész († 1998)
- február 8. – Betty Field, színésznő († 1973)
- február 25. – Jim Backus, színész († 1989)
- február 25. – Gert Fröbe, színész († 1988)
- március 3. – Charlotte Henry, színésznő († 1980)
- március 4. – John Garfield, színész († 1952)
- március 15. – MacDonald Carey, színész († 1994)
- március 18. – René Clément, rendező († 1996)
- május 6. – Stewart Granger, színész († 1993)
- május 26. – Peter Cushing, színész († 1994)
- május 27. – Linden Travers, színésznő († 2001)
- június 6. – Gobbi Hilda, színésznő († 1988)
- július 7. – Simor Erzsi, színésznő († 1977)
- július 10. – Joan Marsh, színésznő († 2000)
- július 29. – Gale Page, színésznő († 1983)
- július 18. – Red Skelton, színész, komédiás († 1997)
- augusztus 10. – Noah Beery, színész († 1994)
- augusztus 13. – Rita Johnson, színésznő († 1965)
- augusztus 24. – Dorothy Comingore, színésznő († 1971)
- augusztus 26. – Bulla Elma, színésznő († 1980)
- szeptember 3. – Alan Ladd, színész († 1964)
- szeptember 4. – Renato Castellani, forgatókönyvíró, rendező († 1985)
- szeptember 7. – Anthony Quayle, színész († 1989)
- szeptember 19. – Frances Farmer, színésznő († 1970)
- szeptember 29. – Trevor Howard, színész († 1988)
- szeptember 29. – Stanley Kramer, producer, rendező († 2001)
- szeptember 30. – Bill Walsh, producer, forgatókönyvíró († 1975)
- november 2. – Burt Lancaster, színész († 1994)
- november 3. – Rökk Marika, színész, primadonna († 2004)
- november 4. – Gig Young, színész († 1978)
- november 5. – Vivien Leigh, színésznő († 1967)
- november 6. – id. Kollányi Ágoston filmrendező, tudományos- és természetfilm-készítő († 1988)
- november 15. – Mijagucsi Szeidzsi, japán színész († 1985)
- november 20. – Judy Canova, színésznő († 1983)
- november 24. – Howard Duff, színész († 1990)
- november 24. – Geraldine Fitzgerald, színésznő († 2005)
- december 1. – Mary Martin, színésznő († 1990)
- december 12. – Jean Marais, színész († 1998)
- december 14. – Dan Dailey, színész († 1978)
- december 18. – Lynn Bari, színésznő († 1989)